# There's Something About Mary
There's Something About Mary là một phim hài lãng mạn do đạo diễn Bobby Farrely và Petter Farelly, phim có sự tham gia của các diễn viên nổi tiếng như Cameron Diaz, Ben Stiller, Matt Dillon. There's Something About Mary đạt số danh thu cao thứ 2 trong các phim của năm 1998, và lọt vào top 5 trong các phim hay nhất của năm này, kèm theo phim được bầu chọn là phim hài nhất của mọi thời đại. Nhờ đó Cameron Diaz từ một diễn viên không có tên tuổi, đã trở thành diễn viên ngôi sao hàng đầu thế giới, đây là một thành công gây dấu ấn cho cô, ngoài ra Cameron Diaz còn thắng được giải thưởng danh và cực kì quan trọng Giải của Hội phê bình phim New York cho nữ diễn viên chính xuất sắc nhất, một giải MTV Movie Awards cho Nữ diễn viên có sự diễn xuất sắc nhất, và một giải American Comedy Awards cho Nữ diễn viên chính xuất sắc nhất, và còn có thêm một đề cử Giải Quả cầu vàng cho nữ diễn viên phim ca nhạc hoặc phim hài xuất sắc nhất, nhưng thua Gwyneth Paltrow
Phim còn đứng thứ 27 trong bảng xếp hạng American Film Institute's 100 Years, 100 Laughs: America's Funniest Movies (see the 100 Years Series)

## Kịch bản
Ted (Ben Stiller) là một chàng trai rụt rè và buồn tẻ ở trường trung học. Vào ngày cuối cùng của năm học, Ted dự định mời Mary (Cameron Diaz), một trong những cô gái xinh đẹp và nổi tiếng nhất trường đi Prom và anh đã thành công. Song Ted đã không bao giờ có mặt ở kỳ Prom năm đó vì một tai nạn hi hữu và buồn cười. Mười ba năm sau, Ted nhận ra rằng mình vẫn còn yêu Mary, thông qua một người bạn Woogie (Chris Elliott), anh tìm đến một thám tử tư (Matt Dillon) để truy tìm dấu vết Mary. Tay thám tử sau cùng phát hiện ra rằng mình cũng yêu Mary nên hắn đưa cho Ted vài thông tin giả để Ted từ bỏ hy vọng. Tuy nhiên sau cùng Ted cũng tìm được con đường để đến với Mary trong một kết thúc buồn cười

## Phân vai
- Cameron Diaz trong vai Mary Jensen/Matthews, phẫu thuật viên chỉnh hình cùng với Ted yêu nhau từ khi còn đi học phổ thông.
- Ben Stiller trong vai Ted Stroehmann, an awkward and shy young man who loves - and is possibly obsessed with - Mary.
- Matt Dillon trong vai Pat Healy, a sleazy private detective whom Ted hires to track Mary down, only to fall in love with her himself.
- Chris Elliott trong vai Dom "Woogie" Woganowski, Ted's best friend, who has a fetish for Mary's shoes.
- Lee Evans trong vai Tucker / Norman Phipps, a Pompano pizza delivery boy who falls in love with Mary and pretends to be a British architect in order to woo her.
- Lin Shaye trong vai Magda
- Jeffrey Tambor trong vai Sully
- Markie Post trong vai Sheila Jensen, Mary's mother.
- Keith David trong vai Charlie Jensen, Mary's stepfather.
- W. Earl Brown trong vai Warren Jensen, Mary's mentally disabled brother.
- Sarah Silverman trong vai Brenda, Mary's crude best friend.
- Khandi Alexander trong vai Joanie
- Willie Garson trong vai Dr. Zit Face / High School Pal Bob
- Harland Williams (uncredited) trong vai Hitchhiker
- Brett Favre trong vai Himself, Mary's former love interest.
- Jonathan Richman trong vai the singing narrator.
- Zen Gesner.

## Giải thưởng
Giải thưởng Phim Hài Mỹ (American Comedy Awards)
- Nữ diễn viên chính xuất sắc nhất -Cameron Diaz (thắng giải)
- Nam diễn viên chính xuất sắc nhất -Ben Stiller (đề cử)
- Nam diễn viên phụ xuất sắc nhất -Matt Dillon (đề cử)

Giải thưởng Phim ALMA (ALMA Awards)
- Nữ diễn viên chính xuất sắc nhất -Cameron Diaz (đề cử)

Giải thưởng Phim Bom Tấn (Blockbuster Entertainment Awards)
- Nữ diễn viên chính xuất sắc nhất -Cameron Diaz (thắng giải)
- Phim hài hay nhất (thắng giải)
- Nam diễn viên chính xuất sắc nhất -Ben Stiller (đề cử)
- Nữ diễn viên phụ xuất sắc nhất -Lin Shaye (đề cử)
- Nam diễn viên phụ xuất sắc nhất -Matt Dillon (thắng giải)

Giải thưởng Quả Cầu Vàng (Golden Globe Awards)
- Nữ diễn viên chính trong phim âm nhạc hoặc phim hài xuất sắc nhất (đề cử)
- Phim âm nhạc hoặc phim hài xuất sắc nhất (đề cử)

Giải thưởng Phim Bogey (Bogey Awards)
- Phim Hay Nhất (thắng giải)
- Nữ diễn viên chính xuất sắc nhất -Cameron Diaz (thắng giải)

Giải Phim Vàng (Golden Screen Awards)
- Nữ diễn viên chính xuất sắc nhất -Cameron Diaz (thắng giải)

Giải thưởng phim MTV (MTV Movie Awards)
- Nữ diễn viên diễn xuất sắc nhất -Cameron Diaz (thắng giải)
- Phim hay nhất (thắng giải)
- Diễn viên có diễn xuất vai ác xuất sắc nhất -Matt Dillon (thắng giải)
- Bay đẹp nhất -Ben Stiller (thắng giải)
- Diễn viên có sự diễn xuất hài hước xuất sắc nhất -Cameron Diaz & Ben Stiller (đề cử)
- Hôn tốt nhất -Cameron Diaz & Ben Stiller (đề cử)
- Diễn viên diễn cặp xuất sắc nhất -Cameron Diaz & Ben stiller (đề cử)

Giải thưởng của Hội phê bình phim New York (New York Film Critics Circle Awards)
- Nữ diễn viên chính xuất sắc nhất -Cameron Diaz (thắng giải)

Giải thưởng phim PGA (PGA Awards)
- Phim hay nhất (thắng giải)
- Nữ diễn viên chính xuất sắc nhất -Cameron Diaz (thắng giải)
- Nam diễn viên chính xuất sắc nhất -Ben Stiller (thắng giải)
- Nam diễn viên phụ xuất sắc nhất -Matt Dillon (thắng giải)

Giải thưởng People's Choice (People's Choice Awards)
- Phim hay nhất (thắng giải)
- Nữ diễn viên chính xuất sắc nhất -Cameron Diaz (thắng giải)

Giải Phim Của Teen Bầu Chọn (Teen Choice Awards)
- Phim hài hay nhất (thắng giải)
- Nữ diễn viên chính xuất sắc nhất -Cameron Diaz (thắng giải)
- Nam diễn viên phụ xuất sắc nhất -Matt Dillon (thắng giải)
- Nam diễn viên chính xuất sắc nhất -Ben Stiller (thắng giải)

## Bảng xếp hạng
American Film Institute recognition
- 2000: AFI's 100 Years... 100 Laughs #27